# Kristi Karelsohn
Kristi Karelsohn (született: Kristi Vuurmann, 1968. április 10. – ) észt diplomata, 2018 óta észtország budapesti nagykövete.

## Pályafutása
1986-ban kitüntetéssel végzett Saku község gimnáziumában. A Tartui Egyetemen észt nyelvből szerzett diplomát 1993-ban, majd egy évvel később az Észt Diplomáciai Iskolát is elvégezte Tallinnban. 1994-ben lépett az észt Külügyminisztérium kötelékébe. Az ország ebben az időszakban építette ki diplomáciai szolgálatát, Karelsohn jórészt az üzleti és kereskedelmi diplomácia terén dolgozott. 2010 előtt gazdasági diplomataként dolgozott Rigában és Helsinkiben. 2010 és 2014 között a Külügyminisztérium külső gazdasági és fejlesztési együttműködési osztályának egyik részlegét vezette. Első nagyköveti megbízása az írországi követség vezetésére szólt 2014-ben (megbízólevelét 2014. szeptember 16-án adta át), itt 2018 nyaráig teljesített szolgálatot. Budapestre 2018 augusztusában nevezték ki - ez egybeesett a budapesti észt nagykövetség újbóli megnyitásával. Megbízólevelét 2018. október 3-án adta át Áder János köztársasági elnöknek.
Szeret táncolni, szívesen tanul új táncokat, az észt mellett beszél angolul, finnül, oroszul és franciául. Házas, négy gyermek anyja.